# Torrent de la Font de la Collada
El torrent del Soler, també anomenat torrent de la Font de la Collada, és un torrent dels termes municipals de Balenyà, Collsuspina i Castellcir, el primer de la comarca d'Osona i els altres dos de la del Moianès.

El Torrent del Soler, respecte del terme de Castellcir

Es forma en el termenal entre Collsuspina i Moià, en el Sot de la Collada, al sud-oest de la masia de la Collada, i a ponent del cim del Castellar, a llevant del Pla de Querol. Des d'aquest lloc davalla cap al sud-sud-oest, però fent nombroses giragonses. Va a buscar el costat est de la Serra de Santa Coloma, que segueix sempre cap al sud-oest pel seu costat de llevant. Abans, però, deixa a ponent els paratges de les Fontanilles i el Camp de la Serra.
Un cop al costat est de la Serra de Santa Coloma, deixa a l'esquerra el Pla de Castellar i el Bac del Pi, i a la dreta la Solella de l'Espina i el Serrat Rodó, i arriba al lloc on troba a la dreta la Feixa Llarga de l'Espina i a l'esquerra la masia de Mirambell; poc després arriba a la resclosa de la Bassa del Soler, a llevant de la qual hi ha la granja del Soler de l'Espina i la masia del Soler de l'Espina. Tot seguit deixa a la dreta la Solella del Bonifet i a l'esquerra el paratge de Nia-rates, poc després del qual el torrent deixa de fer de termenal entre Moià i Collsuspina per entrar de ple en el terme de Castellcir.
Un cop en terme de Castellcir, sempre en direcció sud, deixa a ponent el Bonifet i el petit nucli de Santa Coloma Sasserra, amb la Rectoria, el Giol i l'església parroquial. En aquest lloc deixa a la dreta el Camp de la Terma, en el lloc on rep el torrent que prové de la Serra de Santa Coloma. Poc després deixa a la dreta la masia de Serracaixeta; en aquell lloc rep per l'esquerra el torrent de la Font del Pardal, just al sud-est de la Pou de glaç de la Font del Barbot i de seguida s'aboca en el torrent de Sauva Negra, just a llevant de la Torre de Serracaixeta i a l'extrem sud-oriental del Serrat de la Cua de Gall, a la Teuleria, a l'indret conegut com el Barbot, prop d'on hi ha la Font del Barbot.